# حب الثلج الغوادالوبي
حب الثلج الغوادالوبي (الاسم العلمي:Symphoricarpos guadalupensis) هو نوع من النباتات يتبع جنس حب الثلج من الفصيلة المعزية الورق.